# Relaciones Etiopía-Venezuela
Las relaciones Etiopía-Venezuela se refieren a las relaciones internacionales que existen entre Etiopía y Venezuela.

## Historia
Entre el 23 y 28 de septiembre de 2019 tuvo lugar un debate en el Consejo de Derechos Humanos de las Naciones Unidas sobre el informe de la Misión de determinación de los hechos sobre Venezuela, cuyas conclusiones responsabilizan al gobierno de Nicolás Maduro de crímenes de lesa humanidad. Entre 63 Estados que participaron en el debate, Etiopía apoyó los argumentos de Venezuela frente a las denuncias de crímenes de lesa humanidad, junto con otros diez Estados, ninguno de los cuales era miembro del Consejo de Derechos Humanos. La organización no gubernamental Provea destacó que todos los Estados que apoyaron a Venezuela, incluyendo a Etiopía, también habían sido acusados de cometer violaciones de derechos humanos.

## Misiones diplomáticas
- Etiopía esta acreditada ante Venezuela desde su embajada en Brasilia, Brasil.
- Venezuela tiene una embajada en Adís Abeba.